# Fabrizio Gabriele
Fabrizio Gabriele (11 de mayo de 1985) es un deportista italiano que compitió en remo.
Ganó cinco medallas en el Campeonato Mundial de Remo entre los años 2004 y 2011, y dos medallas de oro en el Campeonato Europeo de Remo, en los años 2008 y 2010.

## Palmarés internacional
| Campeonato Mundial | Campeonato Mundial          | Campeonato Mundial | Campeonato Mundial        |
| Año                | Lugar                       | Medalla            | Prueba                    |
| ------------------ | --------------------------- | ------------------ | ------------------------- |
| 2004               | Bañolas (España)            | Medalla de plata   | Ocho con timonel ligero   |
| 2005               | Kaizu (Japón)               | Medalla de oro     | Ocho con timonel ligero   |
| 2006               | Eton (Reino Unido)          | Medalla de oro     | Ocho con timonel ligero   |
| 2007               | Múnich (Alemania)           | Medalla de bronce  | Ocho con timonel ligero   |
| 2011               | Bled (Eslovenia)            | Medalla de plata   | Ocho con timonel ligero   |
| Campeonato Europeo |                             |                    |                           |
| Año                | Lugar                       | Medalla            | Prueba                    |
| 2008               | Maratón (Grecia)            | Medalla de oro     | Cuatro sin timonel ligero |
| 2010               | Montemor-o-Velho (Portugal) | Medalla de oro     | Cuatro scull ligero       |